# Pelayos
Pour les articles homonymes, voir Pelayo (homonymie).
Pelayos est une commune de la province de Salamanque dans la communauté autonome de Castille-et-León en Espagne.